# Grajera
Grajera ist ein Ort und eine nordspanische Gemeinde (municipio) mit 256 Einwohnern (Stand: 2024) in der Provinz Segovia in der Autonomen Gemeinschaft Kastilien-León.

## Lage und Klima
Die Gemeinde Grajera liegt etwa 53 km (Fahrtstrecke) nordöstlich von Segovia in einer mittleren Höhe von ca. 1015 m. Im Westen der Gemeinde führt die Autovía A-1 entlang. Das Klima ist im Winter rau, im Sommer dagegen gemäßigt bis warm; Regen (ca. 693 mm/Jahr) fällt übers Jahr verteilt.

## Bevölkerungsentwicklung
| Jahr      | 1970 | 1981 | 1991 | 2001 | 2011 | 2021 |
| Einwohner | 106  | 87   | 77   | 107  | 247  | 245  |

## Sehenswürdigkeiten

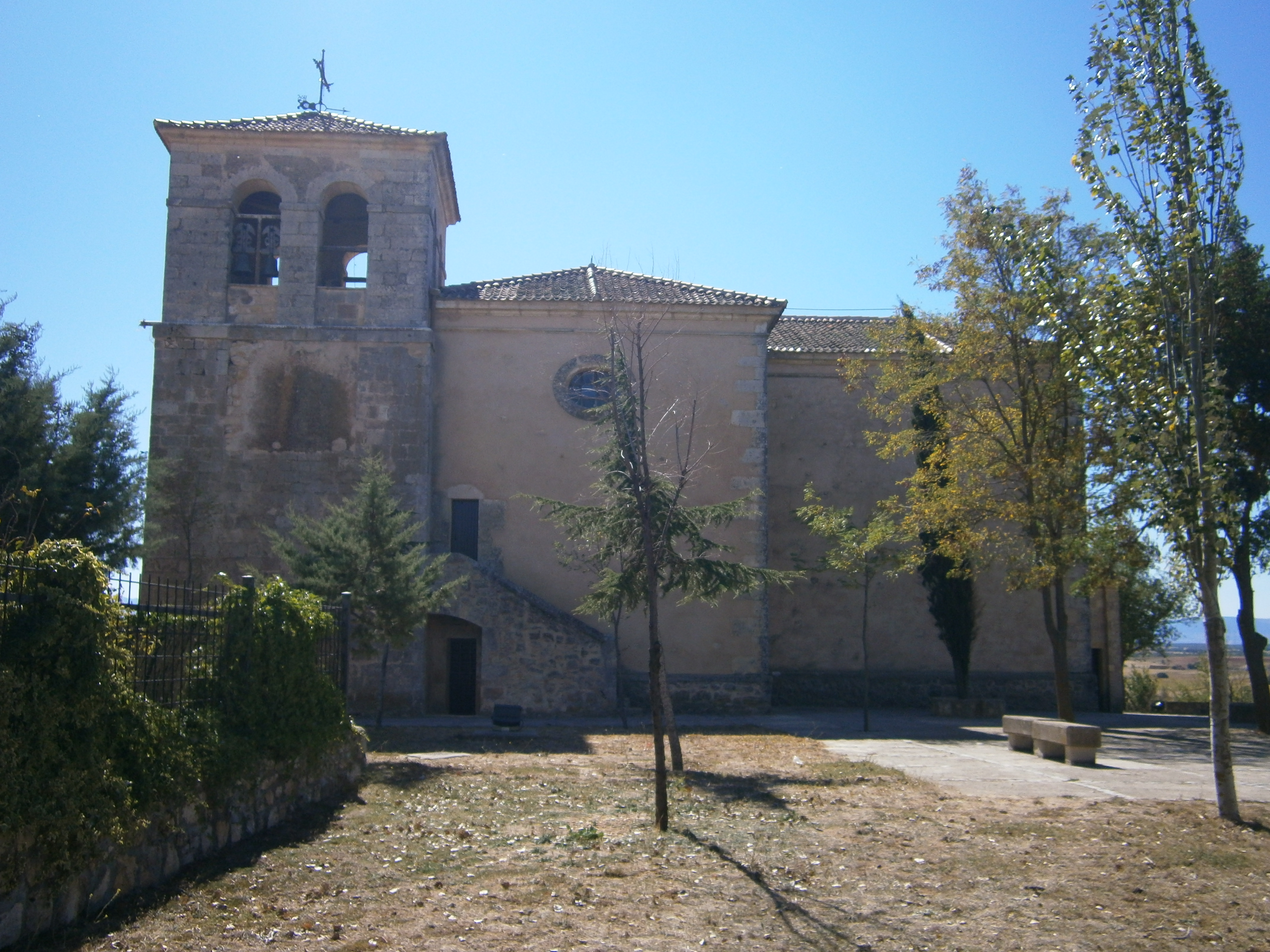
Viktorkirche
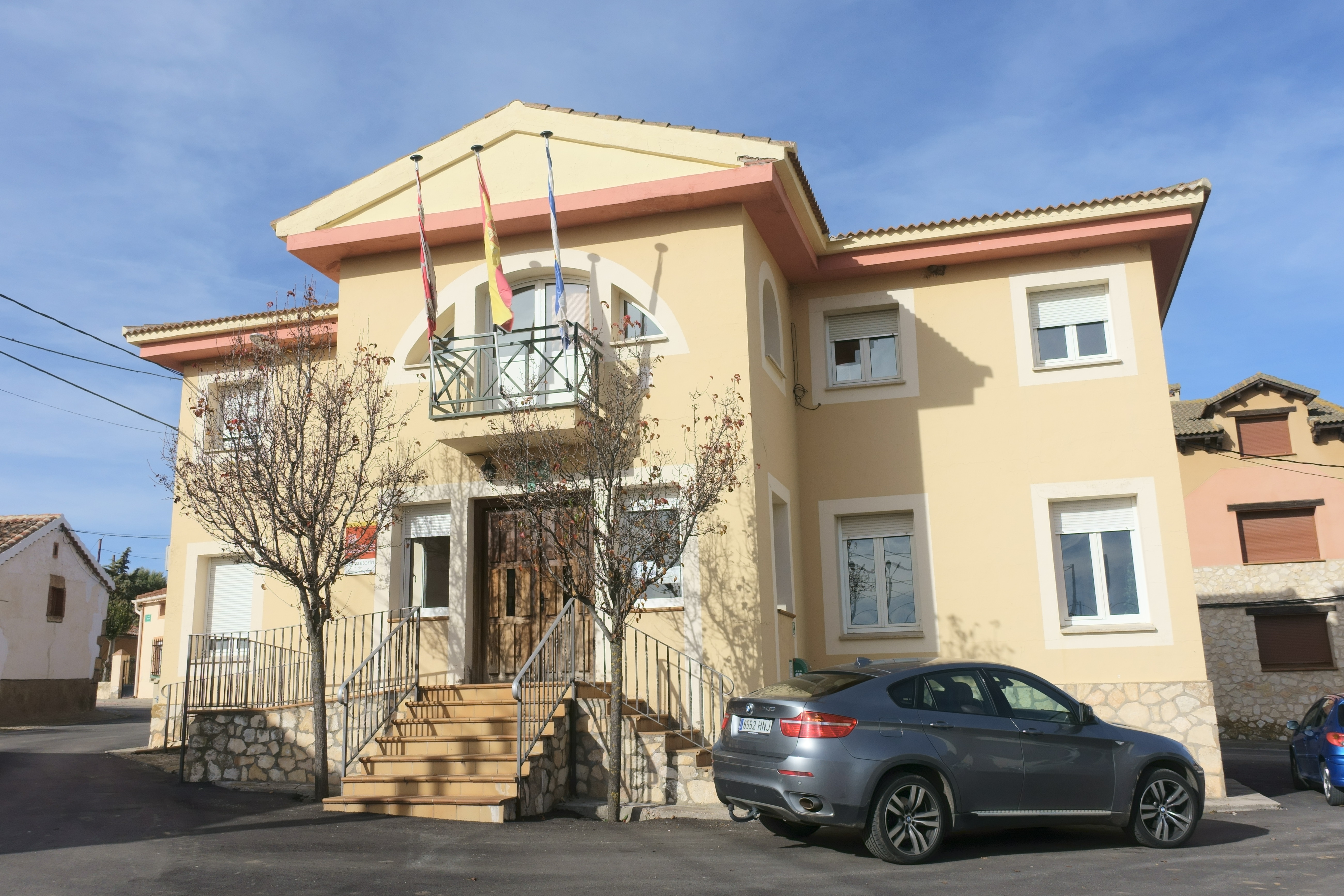
Rathaus

- Rochuskapelle
- Gerichtssäule

- Viktorkirche
- Rathaus

## Persönlichkeiten
- Víctor Barrio (1987–2016), Stierkämpfer